# Criolls del Golf de Guinea
Els criolls del Golf de Guinea són les llengües criolles de base portuguesa parlades en països localitzats a la regió del golf de Guinea com São Tomé i Príncipe i l'illa d'Annobón, a la Guinea Equatorial, que van tenir una substancial influència del portuguès en la gramàtica o lèxic. Es van originar a les antigues colònies de Portugal en aquesta regió. Actualment, existeixen quatre llengües criolles distintes que formen part dels criolls del Golfo de Guinea: el forro, l'angolar (ambdós parlats principalment a l'illa de São Tomé), el principense (illa de Príncipe) i el Fá d'Ambô (illa d'Annobón). La intel·ligibilitat mútua entre aquests quatre criolls és limitada. Aquestes llengües criolles són molt diferents dels criolls portuguesos parlats a Cap Verd, Guinea Bissau, Senegal i Gàmbia.

## Història
El 1485 es va produir la primera temptativa de poblament de l'illa de São Tomé, però no va tenir la reeixida esperada i per això el poblament definitiu de l'illa no es va concretar fins a 1493, amb l'arribada de la flota del primer capità-donatari, Álvaro de Caminha. L'illa de Príncipe va ser donada en 1500, però en el testament d'Álvaro de Caminha, de 1499 hi ha evidència de la presència anterior d'homes enviats allí des de São Tomé. El definitiu poblament de l'illa d'Annobón sembla haver ocorregut entre 1543, quan segons la documentació històrica l'illa estava deserta, i 1565.
Existeixen dues fases diferents en l'ocupació de l'illa de São Tomé: la fase de població, que abasta el període del primer poblament en 1485 fins als començos de la introducció de la canya de sucre, vers 1515, i la fase de plantació, que esdevingué durant el període de 1515 fins al final del segle xvi. Es creu que la primera fase, de població, va ser determinant en la ràpida formació d'un pidgin que va resultar del contacte entre pobladors portuguesos i esclaus africans provinents del delta del Níger, principalment de l'antic Regne de Benín. Aquest pidgin s'hi hauria expandit ràpidament, donant origen a una llengua plena, el proto-crioll del Golfo de Guinea, que es va ramificar amb el pas del temps a regions diferents en quatre llengües distintes: el forro, l'angolar, el principense i el Fá d'Ambô. El forro és la continuació directa del proto-crioll i es creu que l'angolar va ser un crioll que hi va ser dut pels esclaus que fugiren de les Roças a São Tomé.
L'impacte tipològic de llengües oriündes del delta del Níger, quant a substrat africà primari en la formació del proto-crioll del Golf de Guinea, és ben visible en tots els dominis (lèxic, fonologia, sintaxi, etc.). Per altra banda, la contribució del bantu occidental, principalment del kikongo i del kimbundu, està intrínsecament relacionada amb la fase de plantació i l'arribada massiva d'esclaus bantus en detriment d'esclaus del delta del Níger. Per això, alguns traços en els criolls del Golfo de Guinea que han estat associats al bantu occidental, especialment a nivell lèxic i fonològic, resulten essencialment del contacte secundari. Les diferències que actualment hi ha entre aquests quatre criolls són a causa del seu relatiu isolament en diferents moments de la història, a efectes del contacte posterior i al procés del canvi intern. Malgrat la tendència d'allunyament el temps i en l'espai, no obstant això, també hi hagué algun contacte entre aquests criolls al llarg dels segles, especialment entre el forro i l'angolar, que conviuen en la mateixa illa.
Al llarg de la costa de Ghana (antiga Costa d'Or) també va sorgir una espècie crioll portuguès parlat per comerciants nadius en els seus negocis amb els europeus (holandesos, anglesos, francesos, danesos, suecs, etc.) en el transcurs dels segles XVI, XVII i xviii fins i tot alguns anys després de l'abandó de la Costa de l'Or pels portuguesos.

## Característiques
Les illes de São Tomé, Príncep i Annobón, van ser descobertes pels portuguesos entre 1470 i 1471 però no van ser ocupades fins a 1485, 1500 i 1503, respectivament.
En l'inici del segle xvi l'illa de São Tomé ja era una factoria d'esclaus on es va originar el primer crioll portuguès d'aquesta regió, el forro o santomense. En aquest període també van ser enviats esclaus per a les illes del Príncipe i Annnobón per al treball forçat en les plantacions, per això es creu que tots els criolls del Golf de Guinea van ser originats probablement a partir del forro de São Tomé, havent-se desenvolupat, a l'illa del Príncipe, el principense o lunguyê (llengua de l'illa) i a Annobón l'annobonès o Fá d'Ambô (parlar d'Annobón).
El santomense hauria d'haver-s'hi estabilitzat a la fi del segle xvii, quan va disminuir el fluix d'esclaus, havent aconseguit una forma molt semblant a l'actual. Durant el primer segle els esclaus eren duts principalment de Benín on es parlaven les llengües kwa. Posteriorment va rebre influències del Kikongo parlat pels esclaus vinguts del riu Congo.
Encara que amb menys expressió, subsisteix encara a l'illa de Sao Tomé un altre crioll, l'angolar. La comunitat angolar va estar formada per esclaus fugitius del segle xvi. El crioll parlat per les primeres generacions d'angolars va sofrir probablement una relexificació a mesura que la comunitat rebia nous esclaus fugitius parlants de llengües d'origen bantu, com el kimbundu, l'edo i el kikongo.
L'angolar i el são-tomense difereixen principalment en el lèxic i en la fonologia i són bastant pròxims en la morfologia i en la sintaxi, el que suggereix una història comuna durant les primeres fases del seu desenvolupament. El santomense té un lèxic majoritàriament derivat del portuguès encara que amb influència de les llengües kwa i bantu. El lèxic de l'angolar inclou un nombre major d'orígens africans, principalment del kimbundu.
El principense presenta grans afinitats amb el forro, no sols per l'origen santomense dels primers esclaus la llengua dels quals va servir de model als esclaus posteriorment importats, però també per la coincidència del substrat lingüístic oriünd del bantu i kwa.
Després de la seva introducció a Annobón, juntament amb els primers esclaus vinguts de Sao Tomé, el Fá d'Ambô es va desenvolupar isoladament, amb poques influències del món exterior, ja que els pocs europeus romanien a l'illa durant curts períodes. És un crioll portuguès particular, posseeix una rara combinació de dialectes angolenys bantu i portuguès antic, i és semblant al crioll de Sao Tomé. L'illa va ser cedida als espanyols a finals del segle xviii i forma part des de 1968 de la República de Guinea Equatorial. A causa d'aquest fet, en el transcurs dels últims cent anys el crioll va importar algunes paraules del castellà. Avui els annobonesos són bilingües a Fá d'Ambô i castellà. El portuguès és la tercera llengua oficial de Guinea Equatorial des de 20 de juliol de 2010.

## Situació actual
El portuguès és a llengua oficial de São Tomé i Príncipe i és parlat com segona llengua pel 95% de la població del país. El forro era parlat en 1999 per 69 900 persones, l'angolar en 1998 comptava amb 5.000 parlants i el principense tenia en 1999 un total 200 de parlants. El Fá d'Ambô en 2010 tenia una població parlant d'aquesta llengua al voltant dels 5.000 individus.